# Saison 1989-1990 du Football Club auscitain
La saison 1989-1990 du Football Club auscitain est celle du retour du club dans l’élite du rugby français après une saison en groupe B
L'équipe évolue cette saison sous les ordres de l’entraîneur Jacques Brunel.
Auch atteint les huitièmes de finale du championnat (battu par Agen) et se classe 14e club français, sa meilleure performance depuis 1970.
Jacques Fouroux revient à Auch avec l’équipe de France qui perd contre la Roumanie pour la première fois de son histoire à domicile 6-12.
Ce sera son dernier match à la tête des bleus.

## Les matchs de la saison
Auch remonte en groupe A au terme d’une phase de brassage.
Il termine en effet en tête de cette première phase devant le Racing CF, Aurillac, Valence d’Agen et Peyrehorade avec 20 points soit 6 victoires et 2 défaites.
Qualifié en groupe A, Auch termine ensuite 4e de sa poule avec 29 points soit 7 victoires, 1 nul et 6 défaites et se qualifie ainsi pour les huitièmes de finale.

## Classement des 4 poules de 8
Les équipes sont listées dans leur ordre de classement à l'issue de la première phase qualificative. Les noms en gras indiquent les équipes qui se sont qualifiées pour les 8e de finale.
| - US Dax - FC Grenoble - US Colomiers - FC Auch - RC Chalon - Stade rochelais - Blagnac SCR - Paris université club | - Racing club de France - CA Bègles-Bordeaux - AS Montferrand - Biarritz olympique - Aviron bayonnais - CS Bourgoin-Jallieu - SC Graulhet - SO Voiron |
| - SU Agen - RC Toulon - AS Béziers - RC Nîmes - RRC Nice - FC Lourdes - SA Hagetmau - US Cognac                     | - Stade toulousain - RC Narbonne - CA Brive - Castres olympique - Stadoceste tarbais - Tyrosse RCS - USA Perpignan - FCS Rumilly                      |

### À domicile
- Auch-Grenoble 13-31
- Auch-Blagnac 13-16
- Auch-Colomiers 18-13
- Auch-Dax 19-18
- Auch-La Rochelle 29-10
- Auch-Paris UC 29-13
- Auch-Châlon 27-10

### À l’extérieur
- Grenoble-Auch 28-3
- Blagnac-Auch 13-13
- Colomiers-Auch 32-18
- Dax-Auch 29-22
- La Rochelle-Auch 7-26
- Paris UC-Auch 16-19
- Châlon-Auch 12-6

#### 1/8ede finale
Les équipes dont le nom est en caractères gras sont qualifiées pour les quarts de finale.
| Équipe 1           | Équipe 2              | Match aller | Match retour |
| ------------------ | --------------------- | ----------- | ------------ |
| RC Nîmes           | Stade toulousain      | 6-13        | 3-33         |
| AS Béziers         | RC Narbonne           | 10-13       | 12-9         |
| Castres olympique  | Racing club de France | 6-9         | 6-40         |
| CA Brive           | FC Grenoble           | 19-12       | 0-28         |
| US Colomiers       | RC Toulon             | 6-3         | 12-30        |
| SU Agen            | FC Auch               | 45-3        | 28-3         |
| AS Montferrand     | CA Bègles-Bordeaux    | 31-18       | 12-21        |
| Biarritz olympique | US Dax                | 18-18       | 12-29        |

## Challenge de l’espérance

### À domicile
- Auch-Aire sur Adour
- Auch-Rodez
- Auch-Tulle

### À l’extérieur
- Aire sur Adour-Auch 6-28 : pour le premier match de la saison, Auch en bien meilleure condition physique que son adversaire inscrit 4 essais en seconde mi-temps.
- Rodez-Auch
- Tulle-Auch

## Effectif
- Arrières : Laurent Pommies, Philippe Mallet
- Ailiers : Patrick Courbin, Bernard Davasse, Thierry Grebil, Joël Basso, Stéphane Praderie, Jean-François Beraut
- Centres : Pascal Ferreiro, Roland Pujo, Christophe Dalgalarondo, Éric D'Halluin
- Ouvreurs : Xavier Rieunau, Gilles Boué, Thierry Labric
- Demis de mêlées : Serge Milhas, Serge Lauray
- Troisièmes lignes centre : Daniel de Inès, Jean-Pierre Dorique
- Troisièmes lignes aile : Alain Sabadin, Frantz Portecop, Jean-Louis Gaussens, Alain Ghirardo, Didier Larrieu, Valéry Arnaud
- Deuxièmes lignes : Jean-Pierre Escoffier, Joël Rocca, Claude Bosque
- Talonneurs : Patrick Cahuzac, Philippe Faget
- Piliers : Stéphane Graou, Michel Ramouneda, Patrick Pérusin, Jean-Marc Dusseaux, Luc Gadenne